# Шалаль, Абдулла
Абдулла Ахмед Шалаль (араб. عبد الله أحمد شلال‎; род. 31 января 1993, Манама) — бахрейнский футболист, защитник клуба «Ист Риффа». Выступал за национальную сборную Бахрейна. Участник Кубка Азии 2015 года.

## Клубная карьера
Начал карьеру в сезоне 2012/13 в стане команды «Риффа». Вместе с командой побеждал в чемпионате Бахрейна. Принимал участие в играх Лиги чемпионов АФК и Кубка АФК (2014). Летом 2018 года перешёл в клуб «Ист Риффа».

## Карьера в сборной
В составе национальной сборной Бахрейна дебютировал 9 сентября 2014 года в товарищеском матче против Кувейта (1:0). Вызывался в стан команды для участия в Кубке Азии 2015, но на поле не выходил. Всего за сборную выступал до 2016 года, сыграв в футболке Бахрейна 7 игр.

## Достижения
«Риффа»
- Чемпион Бахрейна: 2013/14
- Серебряный призёр чемпионата Бахрейна: 2016/17

«Ист Риффа»
- Серебряный призёр чемпионата Бахрейна: 2020/21[источник не указан 1180 дней]